# Butere
Butere è un centro abitato del Kenya situato nella contea di Kakamega.